# Maakeskinen (sjö i Petäjävesi)
Maakeskinen är en sjö i kommunen Petäjävesi i landskapet Mellersta Finland i Finland. Sjön ligger 139,9 meter över havet. Arean är 51 hektar och strandlinjen är 4,63 kilometer lång. Sjön  ingår i Kymmene älvs huvudavrinningsområde.   Den ligger omkring 23 kilometer väster om Jyväskylä och omkring 220 kilometer norr om Helsingfors. 
I sjön finns ön Koirasaari. 